# Ana Perena
Ana Perena (em latim Anna Perenna), na mitologia romana,  era uma deusa da Roma Antiga que presidia ao curso do ano e do seu retorno perpétuo, e por isso era chamada também Anna ac Peranna. Era considerada, igualmente, a deusa da abundância e do alimento. Segundo Virgílio e Ovídio, era filha de Belo e irmã e confidente de Dido, rainha de Cartago.

## A deusa
A festa de Ana Perena caía nos Idos de Março (15 de março), que marcavam a primeira lua cheia do ano no antigo calendário romano lunar, quando março era o primeiro mês do ano. Era celebrada no bosque da deusa na primeira pedra milhar da Via Flamínia. Dela participavam muitos plebeus da cidade.
Macróbio conta que as oferendas feitas a ela eram ut annare perannareque commode liceat, isto é, "para passar um bom ano do início ao fim". Também João Laurêncio Lido, escritor de origem grega com obras sobre temas de arqueologia, diz que as orações e sacrifícios públicos eram oferecidos para assegurar um ano próspero.
Em seus Fastos, Ovídio faz uma descrição muito viva das diversões e da licenciosidade de sua festa ao ar livre. Conta que eram armadas barracas e construídos pavilhões, nos quais os rapazes deitavam ao lado das moças, e as pessoas pediam a Ana que lhes concedesse vida longa para que pudessem beber muitos cálices de vinho na sua festa.

## A irmã de Dido
Ovídio conta que Ana Perena era a mesma Ana que aparece na Eneida de Virgílio como irmã de Dido, rainha de Cartago. Depois que esta morreu tragicamente, Cartago foi atacada pelos númidas e por Jarbas e Ana se viu obrigada a fugir. Embarcou num navio e se refugiou inicialmente em Malta, sob a proteção do rei Bato, para não cair nas mãos de seu irmão Pigmalião.
Obrigada novamente a lançar-se ao mar, naufragou nas costas do Lácio, na Itália, onde foi recebida carinhosamente por Eneias em Lavínio, porém sua estada ali despertou os ciúmes de Lavínia, que arquitetou um plano contra ela. Dido lhe apareceu em sonho e a aconselhou a deixar a casa do anfitrião. Temendo por sua vida, ela fugiu apressadamente durante a noite e caiu nas águas do Númico. E, com o nome de Ana Perena, tornou-se uma ninfa do rio. Os habitantes da região começaram logo a celebrá-la com festas ao ar livre.
Numa segunda história, Ovídio relata que alguns identificavam Ana Perena com a Lua, com Têmis, com Io, filha de Ínaco, ou com Amalteia. Mas afirma que o mais certo é que, durante a revolta dos plebeus romanos em 494 a.C., a comida acabou e uma mulher idosa chamada Ana preparava bolos e os levava aos rebeldes todas as manhãs. Os plebeus, em reconhecimento, construíram-lhe uma estátua e a adoraram como deusa.
Numa terceira história, Ovídio conta que, pouco depois que a velha Ana se tornou deusa, Marte pediu-lhe que convencesse Minerva a corresponder ao seu amor. Ana assumiu o aspecto de Minerva e compareceu à presença do deus. Mas, quando Marte levou a suposta noiva ao seu quarto, tirou-lhe o véu e quis beijá-la, descobriu que não era Minerva, e sim a velha Ana, que sorriu para ele com desprezo.
Essa lenda deu motivo para que o povo contasse piadas e cantasse canções grosseiras na festa de Ana Perena. Como a festa da deusa caía no mês de Marte, era razoável que Marte e ela estivessem unidos, pelo menos em alguns ritos da época, como parceiros de culto.
Varrão mencionava que vivia em Cartago uma Ana que, apaixonada por Eneias, teria morrido na pira. A informação deve-se ao comentário de Sérvio: "Segundo Varrão, não seria Dido, mas Ana, que, movida por seu amor a Eneias, teria encontrado a morte na pira" e "É preciso saber que, para Varrão, Eneias foi amado por Ana". Mas não há notícia alguma sobre as relações que Varrão estabelecia entre essa Ana e Dido.

## Culto
Existem atualmente referências de culto a Ana Perena em dois lugares. Um em Busceni, na Sicília, onde em 1899 foram encontradas inscrições dedicadas a Ana e a Apolo, e outro em Roma, onde em 1999 foi descoberta uma fonte dedicada aos ritos de Ana Perena.